# Osowiec Śląski (przystanek kolejowy)
Osowiec Śląski – czynny przystanek kolejowy, dawniej stacja kolejowa w miejscowości Osowiec (przed 2010 miejscowość nosiła nazwę Osowiec Śląski), w województwie opolskim, w powiecie opolskim, w gminie Turawa, w Polsce. Przystanek pozostawał nieczynny do dnia 09.12.2023r.